# Stazione di Porto d'Ascoli
La stazione di Porto d'Ascoli è una stazione ferroviaria posta sulla linea ferrovia Adriatica, da cui si dirama la linea per Ascoli Piceno e altri comuni interni alla stessa provincia, unica realizzazione della progettata Ferrovia Salaria che doveva giungere a Roma. Serve il centro abitato di Porto d'Ascoli.

## Movimenti
La stazione è servita da treni regionali operati da Trenitalia e Trasporto Unico Abruzzese nell'ambito dei contratti di servizio stipulati con le regioni attraversate.